# Mantidactylus pauliani
A Mantidactylus pauliani  a kétéltűek (Amphibia) osztályába és  a békák (Anura) rendjébe, az aranybékafélék (Mantellidae) családjába tartozó faj. 

## Előfordulása
Madagaszkár endemikus faja. Antananarivótól 40 km-re délnyugatra, az Ankaratra-masszívumban egyetlen 10 km²-es területen, 2200 m-es tengerszint feletti magasságban honos. A hely mindössze 443 m-rel alacsonyabb a masszívum legmagasabb csúcsánál. Az élőhely korábban hegyvidéki esőerdő volt, mára viszont csupán erdőmaradványokat tartalmazó  magashegyi rét. A faj egyedei gyors hegyi vízfolyásokban vagy azok környékén élnek.

## Nevének eredete
Nevét Renaud Paulian francia természettudós tiszteletére kapta.

## Megjelenése
Kis méretű Mantidactylus faj. A hímek mérete 25–32 mm, a nőstényeké 24–34 mm. Megjelenését tekintve hasonló a Mantidactylus madecassus fajhoz, de ízület alatti gumói nem párosak, és hátának színe egyenletesebb.

## Természetvédelmi helyzete
A vörös lista a súlyosan veszélyeztetett fajok között tartja nyilván. Ritka faj, egyedszáma csökkenő tendenciát mutat. Elterjedési területe mindössze 10 km². Számos kutatás ellenére az utóbbi húsz évből mindössze egy feljegyzés említi az Ankaratra-masszívum egyik vízfolyásában. Élőhelyére a fő fenyegetést az erdőtüzek, a legeltetés és a burgonyatermesztés jelentik. További fenyegetést jelenthet a faj számára a vízszennyezés és -üledékesedés a mezőgazdasági tevékenység és a bányászat következtében. Magas hegyi fajként veszélyt jelenthet rá a globális felmelegedés is. Egyetlen védett területen sincs feljegyzés a fajról, az Ankaratra-masszívumbeli megmaradt élőhelyének védelme sürgős feladat. További vizsgálatok szükségesek populációjának létszámára és arra vonatkozóan, hogy az Ankaratra-masszívumban máshol is előfordul-e.